# Masblette
De Masblette (Frans: La Masblette) is een kleine rivier (beek) in de Belgische provincie Luxemburg. Het riviertje ontspringt in de gemeente Saint-Hubert en stroomt langs/door de musea van Fourneau Saint-Michel.
De Masblette mondt uiteindelijk in de plaats Masbourg (Masbor) uit in de rivier Lomme, die in Éprave in de Lesse uitmondt, een zijrivier van de Maas.